# Vesser (Fluss)
Die Vesser ist ein etwa 10,5 km langer Fluss in Thüringen.
Die Vesserquelle liegt auf ca. 790 m Höhe unterhalb des Wandererparkplatzes Wegscheide und südwestlich des Großen Eisenbergs (907 m) bei Schmiedefeld am Rennsteig. Die Vesser fließt südwärts und erreicht nach etwa 3 km den Suhler Ortsteil Vesser. Unterhalb des Ortes beginnt das Vessertal, welches eine Kernzone des Biosphärenreservates Vessertal-Thüringer Wald darstellt. Im Vessertal gibt es eine einzigartige, schützenswerte Flora. Unterhalb des Vessertales durchfließt der Fluss den Ort Breitenbach, in welchem die Vesser, ca. in der Ortsmitte, in den gleichnamigen Bach mündet.
Das Gewässer wurde 1015 als Vescera erstmals schriftlich erwähnt. Der Name leitet sich möglicherweise vom germanischen Verb *fet-a- „fallen“ im Sinne von „Fluss mit (starkem) Gefälle“ ab.